# Triatlo nos Jogos Pan-Americanos de 2023
As competições de triatlo nos Jogos Pan-Americanos de 2023 em Santiago, no Chile, foram realizadas de 2 a 4 de novembro de 2023 na Praia El Sol, em Viña del Mar. Três eventos por medalhas foram disputados, um individual para cada gênero e um revezamento misto.

## Qualificação
Um total de 72 triatletas (36 por gênero) poderiam se qualificar para competir. Cada Comitê Olímpico Nacional poderia inscrever no máximo seis triatletas (três por gênero), com os vencedores dos Jogos Pan-Americanos Júnior de 2021 recebendo vagas a parte. O país-anfitrião, Chile, qualificou automaticamente quatro triatletas (dois por gênero). Todas os outros CONs se classificaram através de várias competições e rankings qualificatórios. Um máximo de cinco CONs poderiam inscrever o máximo de três triatletas.

## Nações participantes
Um total de 19 CONs classificaram triatletas, com a quantidade de competidores representada entre parênteses.
- ARG Argentina (4)
- BAR Barbados (1)
- BER Bermudas (2)
- BOL Bolívia (1)
- BRA Brasil (7)
- CAN Canadá (6)
- CHI Chile (4)
- COL Colômbia (4)
- CRC Costa Rica (3)
- CUB Cuba (4)
- EAI Equipe de Atletas Independentes (4)
- ECU Equador (6)
- USA Estados Unidos (5)
- MEX México (7)
- PAN Panamá (1)
- PUR Porto Rico (2)
- DOM República Dominicana (2)
- URU Uruguai (1)
- VEN Venezuela (4)

## Medalhistas
| Evento                     | Ouro                                                                    | Prata                                                                         | Bronze                                                            |
| -------------------------- | ----------------------------------------------------------------------- | ----------------------------------------------------------------------------- | ----------------------------------------------------------------- |
| Masculino detalhes         | Miguel Hidalgo BRA Brasil                                               | Matthew McElroy USA Estados Unidos                                            | Crisanto Grajales MEX México                                      |
| Feminino detalhes          | Lizeth Rueda MEX México                                                 | María Velásquez COL Colômbia                                                  | Rosa Tapia MEX México                                             |
| Revezamento misto detalhes | Miguel Hidalgo Djenyfer Arnold Manoel Messias Vittória Lopes BRA Brasil | Seth Rider Erika Ackerlund Matthew McElroy Virginia Sereno USA Estados Unidos | Brock Hoel Emy Legault Liam Donnelly Dominika Jamnicky CAN Canadá |

## Quadro de medalhas
| Ordem | País               | Medalha de ouro | Medalha de prata | Medalha de bronze |   |
| ----- | ------------------ | --------------- | ---------------- | ----------------- | - |
| 1     | BRA Brasil         | 2               |                  |                   | 2 |
| 2     | MEX México         | 1               |                  | 2                 | 3 |
| 3     | USA Estados Unidos |                 | 2                |                   | 2 |
| 4     | COL Colômbia       |                 | 1                |                   | 1 |
| 5     | CAN Canadá         |                 |                  | 1                 | 1 |
| TOTAL | TOTAL              | 3               | 3                | 3                 | 9 |